# Bùi Thị Huệ
Bùi Thị Huệ (sinh ngày 27 tháng 2 năm 1985) là một vận động viên bóng chuyền nữ Việt Nam. Cô là một chủ công toàn diện thuộc thế hệ vàng của bóng chuyền nữ Việt Nam. Bùi Thị Huệ sở hữu thân hình khoẻ mạnh, đập bóng nhanh, mạnh như trái phá xuyên hàng chắn đối phương. Ngoài ra, Huệ còn có thể nhảy phát bóng tấn công uy lực.
Bùi Thị Huệ và Phạm Thị Yến được coi là cặp sát thủ trên lưới một thời của bóng chuyền nữ Việt Nam. Huệ đã cùng đội tuyển quốc gia Việt Nam 5 lần á quân SEA Games 21, 22, 23, 24, 25. Trên sân, Huệ được mang danh hiệu "tay đánh búa bổ" và trong làng bóng chuyền Việt Nam, ngoài Huệ mới có Ngô Văn Kiều xứng đáng mang danh hiệu "oanh tạc cơ".
Danh thủ Đào Hữu Uyển cho rằng "Bùi Huệ chơi toàn diện nhất, đặc biệt là tay phòng ngự sân sau và bước 1 rất cừ". Cô cũng được đồng đội và huấn luyện viên Nguyễn Ngọc Mạnh đánh giá cao.